# HMS Zulu (1937)
HMS Zulu – brytyjski niszczyciel z okresu II wojny światowej, typu Tribal, w służbie Royal Navy w latach 1938–1942. Nosił znaki taktyczne L18, F18, G18. Podczas wojny służył w kampanii norweskiej, na Atlantyku i na Morzu Śródziemnym, gdzie został zatopiony 14 września 1942.
Za przebieg służby HMS „Zulu” otrzymał 7 wyróżnień bitewnych (battle honours): Norwegia 1940, Atlantyk 1941, operacja przeciw pancernikowi Bismarck 1941, konwoje maltańskie 1941–1942, Libia 1941, bitwa pod Syrtą 1942, Morze Śródziemne 1942.

## Budowa
Okręt zamówiono 10 marca 1936 w ramach programu budowy okrętów z 1935 roku. Stępkę pod jego budowę położono 10 sierpnia 1936 w stoczni Stephens w Govan w Szkocji (w tej samej stoczni budowano bliźniaczy „Sikh”). Był to drugi okręt brytyjski noszący nazwę „Zulu” (Zulus), po niszczycielu z I wojny światowej. Kadłub wodowano 23 września 1937, a okręt wszedł do służby w Royal Navy 7 września 1938. Koszt budowy bez uzbrojenia i wyposażenia łączności wyniósł 351.135 funtów szt.

## Zarys służby
„Zulu” wszedł do służby w składzie 4. Flotylli Niszczycieli Floty Śródziemnomorskiej stacjonującej na Malcie (do kwietnia 1939 noszącej nazwę 1. Flotylli Niszczycieli Tribal). W grudniu 1938 zmieniono mu numer taktyczny z L18 na F18.

### Flota Metropolii
Po wybuchu II wojny światowej, w październiku 1939 powrócił do Wielkiej Brytanii, w skład Floty Metropolii (Home Fleet), pełniąc głównie służbę konwojową i patrolową na Morzu Północnym i bazując w Scapa Flow. Od 5 grudnia do marca 1940 był remontowany. Wchodził następnie w skład 8. Dywizjonu 4. Flotylli.
„Zulu” wziął udział w kampanii norweskiej w 1940. Tuż przed niemieckim atakiem na Norwegię, wieczorem 7 kwietnia wypłynął na patrol w rejonie Stavanger z krążownikami i niszczycielami brytyjskimi oraz polskimi, poszukując niemieckich okrętów, lecz bez kontaktu z nieprzyjacielem. 9 kwietnia wraz z HMS „Cossack” eskortował do bazy uszkodzone w kolizji niszczyciele HMS „Kashmir” i „Kelvin”.

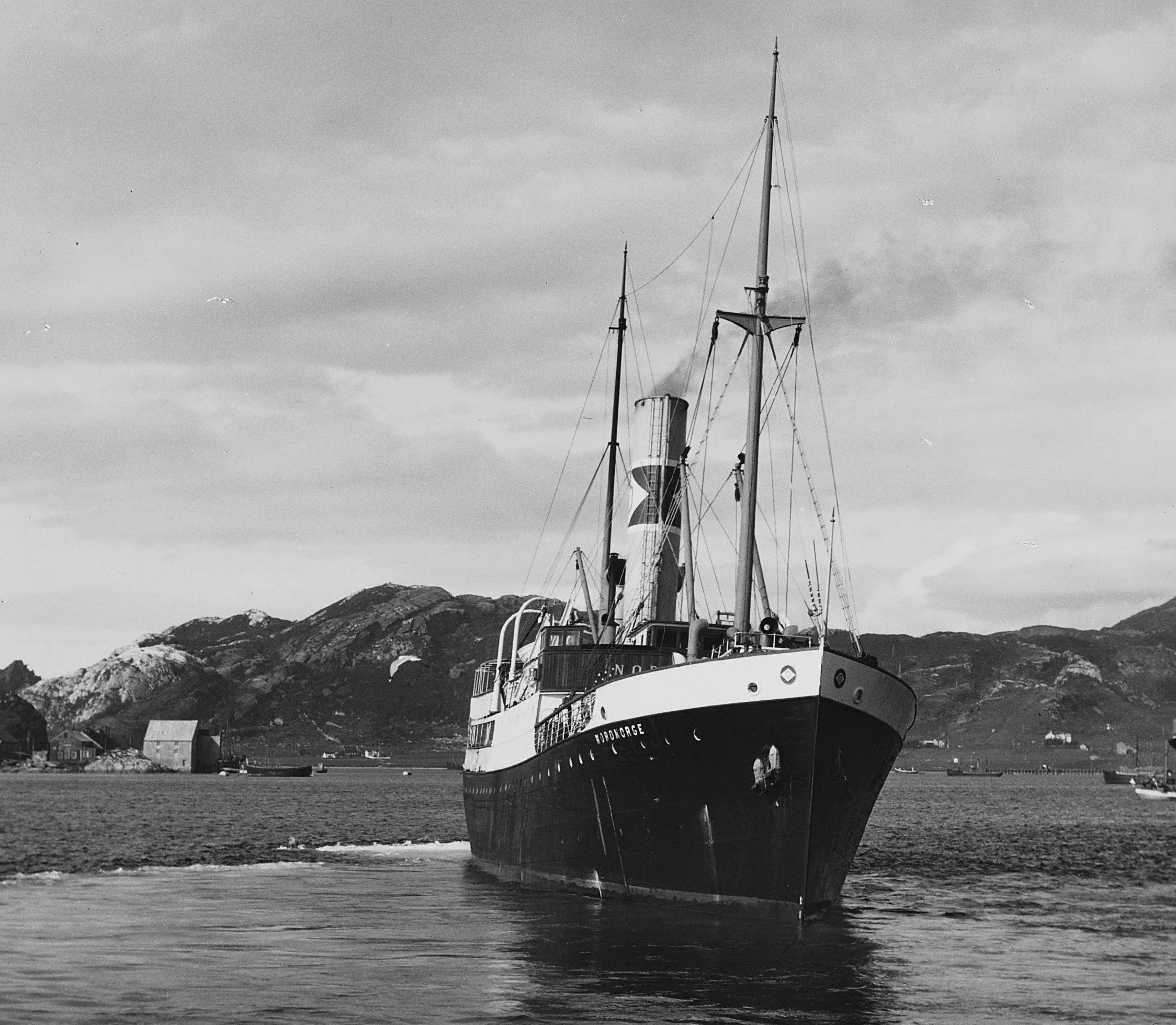
Statek „Nordnorge” (zdjęcie z 1928), zatopiony przez „Zulu”

15 maja z niszczycielem HMS „Faulknor” rozpoznawał rejon Narwiku i Rombaksfjord. 24 kwietnia „Zulu” bombardował Narwik, z pancernikiem HMS „Warspite” i krążownikami HMS „Aurora”, „Enterprise” i „Effingham”. W maju zmieniono mu numer burtowy z F18 na G18. 11 maja zatopił pod Hemnesberget w Ranfjordzie (gmina Hemnes) norweski transportowiec „Nordnorge” (991 BRT), przejęty przez Niemców i użyty przez nich do desantu żołnierzy. Następnie „Zulu” ewakuował z Mo 150 ocalałych obrońców Hemnes z 1. Samodzielnej Kompanii. 
„Zulu” później działał w dalszym ciągu w składzie Home Fleet na Morzu Północnym. 9 czerwca 1940 wyruszył w składzie zespołu okrętów adm. Forbesa osłaniającego ewakuację z Norwegii, po czym między 13 a 16 czerwca eskortował do Scapa Flow i częściowo holował uszkodzony w kolizji pod Trondheim niszczyciel „Electra”. Od 29 lipca do sierpnia „Zulu” był w remoncie. 11 października 1940 został uszkodzony przez bliski wybuch miny akustycznej w Firth of Forth, po czym był remontowany w Rosyth do 18 stycznia 1941.
W maju 1941 został skierowany do eskorty konwoju WS-8B na Atlantyku. Pod koniec maja, w składzie 4. Flotylli kmdra Philipa Viana (HMS „Cossack”, „Zulu”, „Sikh” i „Maori” oraz polski ORP „Piorun”), wziął udział w akcji poszukiwania pancernika „Bismarck”. W nocy na 27 maja wraz z pozostałymi niszczycielami typu Tribal przeprowadził bezskuteczne ataki torpedowe na „Bismarcka”. Został przy tym lekko uszkodzony odłamkami pocisku 380 mm (3 rannych). Eskortował później powracające pancerniki HMS „King George V” i „Rodney”.
Następnie „Zulu” w dalszym ciągu osłaniał konwoje na północno-zachodnich podejściach do Wysp Brytyjskich (NW Approaches), w tym WS-9A (czerwiec 1941) i WS-11 (31 sierpnia 1941). Od 12 czerwca do lipca był remontowany i zainstalowano radar artyleryjski Type 285 i 2 działka plot 20 mm Oerlikon na skrzydłach mostka.

### Morze Śródziemne
We wrześniu 1941 „Zulu” został skierowany w skład zespołu H w Gibraltarze, działającego na Morzu Śródziemnym i Atlantyku. W dniach 10-13 września wziął udział w osłonie operacji Style II  dostarczenia samolotów na Maltę  przez lotniskowiec HMS „Ark Royal”. Między 19 do 24 września osłaniał konwój WS-11X do Halifaksu.
Od 24 września do 1 października brał udział w operacji Halberd z Gibraltaru – osłonie konwoju na Maltę. Został przy tym lekko uszkodzony odłamkami bomby. Od 16 do 27 października ponownie brał udział w osłonie dostarczenia samolotów na Maltę przez HMS „Ark Royal” (operacja Callboy), a od 10 listopada w analogicznej operacji Perpetual. Podczas niej, osłaniał storpedowany 13 listopada HMS „Ark Royal”.
W grudniu „Zulu” został skierowany w skład 22 Flotylli Niszczycieli Floty Śródziemnomorskiej w Aleksandrii. Brał tam udział w operacjach sił floty na wschodnim Morzu Śródziemnym, głównie wiążących się z zaopatrywaniem Malty, walcząc przy tym z lotnictwem (MF-2, MF-3, MF-4 w styczniu 1942). Od 8 stycznia został przebazowany na Maltę, w skład Zespołu K (Force K). 7 lutego wraz z HMS „Lively” zatopił dwa małe statki na zachód od Sycylii.
Od 13 lutego osłaniał konwój ME-10 z Malty, odpierając ataki lotnictwa, a od 14 lutego konwój MW-9 na Maltę. Usiłował holować uszkodzony statek „Rowalian Castle”, lecz z powodu dalszych uszkodzeń statek musiał zostać zatopiony. 20 lutego „Zulu” powrócił do Aleksandrii.
22 marca 1942 „Zulu” brał udział w II bitwie pod Syrtą, w osłonie konwoju na Maltę MW-10, nie dopuszczając przeważających włoskich sił do konwoju. 4 sierpnia wraz z „Sikh” wziął udział w zatopieniu okrętu podwodnego U-372 koło Jafy.
14 września 1942 „Sikh” i „Zulu” wzięły udział w nieudanej próbie wysadzenia desantu w Tobruku (operacja Agreement), podczas której „Sikh” został zatopiony przez niemieckie nadbrzeżne działa przeciwlotnicze 88 mm, a „Zulu” został zbombardowany przez niemieckie bombowce nurkujące Junkers Ju 87 z III./StG.3, po czym zatonął na holu niszczyciela eskortowego HMS „Hursley”. Do zatopienia „Zulu” pretendują też włoskie myśliwe bombardujące Macchi MC.200 z 13. Gruppo. Na okręcie zginęło 11 członków załogi, w tym jeden oficer, a jeszcze jeden zmarł z ran.